# Zvonice (Sadów)
Zvonice v Sadowě (polsky: Dzwonica w Sadowie) je samostatně stojící historická dřevěno-zděná stavba ze 17. století v obci Sadów, v gmině Koszęcin, okres Lubliniec, Slezské vojvodství. Zvonice v Sadowě je v seznamu kulturních památek Polska pod číslem R/4 93/56 z 2. 11. 1956 a 94/76/A z 10. 3. 1978 a je součástí Stezky dřevěné architektury ve Slezském vojvodství.

## Popis
Vedle kostela svatého Jozefa v Sadowě pocházejícího ze 14. století se nachází volně stojící dvoupatrová zvonice postavená v 17. století. 

## Architektura
Zvonice je postavena na půdorysu čtverce. Přízemní část je dřevěná štenýřové konstrukce s dostavěnou kamennou obezdívkou. Patrová část je dřevěná štenýřové konstrukce bedněná deskami. Mezi patry je šindelová obvodová stříška, která má v rozích dekorativní dřevěné konzoly. Věž je zakončená cibulovitou šindelovou střechou s lucernou. Podle dendrochronologických výzkumů provedených v roce 2008 vyplývá, že stromy na stavbu byly pokáceny v rozmezí let 1670 až 1672. Na základě těchto výzkumů se předpokládá její stavba na období let 1671–1672. Střecha je postavena později ze dřeva jedlového a borovicového.

## Zvony
Ve zvonici byly zavěšené dva zvony. Gotický zvon z roku 1486 byl ulit v Nise, zvon z roku 1556 byl ulit ve Vratislavi. V roce 1994 farníci farnosti svatého Jozefa v Sadowě věnovali tři nové zvony. Zvon Anna o váze 220 kg, zvon Marie (polsky: Maryja) o váze 420 kg a zvon Kazimír (polsky: Kazimierz) o váze 230 kg, všechny byly ulity ve zvonařské dílně Felczyńký (Zakład ludwisarski Felczyński).